# Lerrnanist
Lerrnanist är en ort i Armenien.   Den ligger i provinsen Kotajk, i den centrala delen av landet, 40 kilometer nordost om huvudstaden Jerevan. Lerrnanist ligger 1 922 meter över havet och antalet invånare är 2 511.
Terrängen runt Lerrnanist är huvudsakligen kuperad, men åt nordost är den platt. Närmaste större samhälle är Hrazdan, 4,1 kilometer nordväst om Lerrnanist. 
Trakten runt Lerrnanist består till största delen av jordbruksmark. Runt Lerrnanist är det ganska tätbefolkat, med 149 invånare per kvadratkilometer.